# Облучатель Робинсона
Облучатель Робинсона (англ. Robinson feed horn) — тип рупорного облучателя, применяемый в сканирующих радарах. Благодаря специальной конструкции, облучатель позволяет осуществлять качание луча путём вращательного движения облучающей головки вместо технически более сложно реализуемого возвратно-поступательного движения, необходимого в облучателях традиционной конструкции. До появления фазированных антенных решёток широко применялся в трёхкоординатных радарах с качанием луча в вертикальной плоскости.

## Прототип

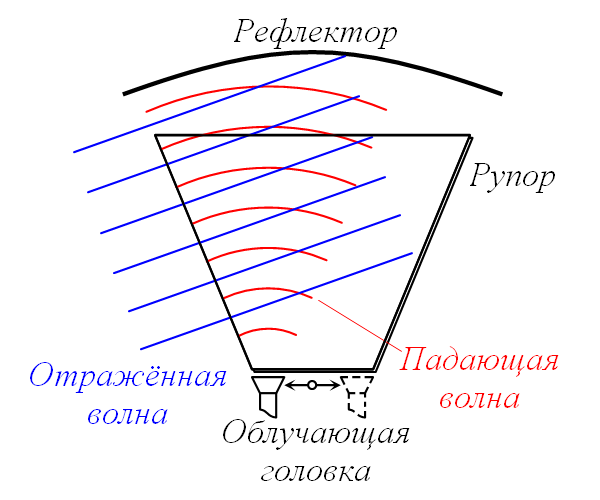
Рис. 1. Простой облучающий рупор для сканирующей антенны

Прототипом для облучателя Робинсона послужил простой рупорный облучатель, изображённый на рис. 1. Рупор представляет собой две плоскопараллельные трапециевидные металлические пластины, расположенные на небольшом расстоянии друг от друга. Раскрыв рупора находится со стороны большего основания трапеции, с этой стороны электромагнитная энергия излучается в сторону рефлектора. Форма рефлектора выбрана таким образом, чтобы излучаемая из рупора волна преобразовывалась в волну с плоскими фронтами, соответствующую узко направленному лучу антенны.
Горловина рупора находится со стороны малого основания трапеции. Здесь расположен облучатель в виде открытого конца волновода. Когда облучатель находится в середине малого основания трапеции, падающая волна симметрична относительно плоскости симметрии рефлектора и формирует узко направленный луч точно по оси антенны. Смещение облучателя вдоль малого основания трапеции вызывает сдвиг фазы сигнала на выходе из рупора и поворот луча антенны в противоположную сторону. Таким образом, возвратно-поступательное движение облучателя вдоль горловины рупора вызывает качание луча антенны, которое используется для создания сканирующих радаров.
Недостатком данного рупора является необходимость возвратно-поступательного движения облучателя, которое очень сложно реализуемо технически. Гораздо проще реализуется круговое движение облучателя, для которого необходима вращающаяся асимметричная насадка на конец волновода. Задачей Робинсона было создание рупорного облучателя, который при сохранении принципа действия прототипа допускал вращательное движение облучателя. Другой задачей была подача электромагнитной энергии со стороны рефлектора (в большинстве радаров рупорный облучатель выносится перед рефлектором на консоли), что упростило бы конструкцию радара.
Естественным путём решения этой задачи был бы изгиб горловины рупора по окружности с сохранением прямолинейного раскрыва антенны. Подобная идея была запатентована Р. Спенсером в 1945 году. В конструкции Спенсера горловина рупора, однако, не была замкнута в полную окружность, что требовало облучателя с несколькими облучающими головками и переключателем между ними.

## Конструкция

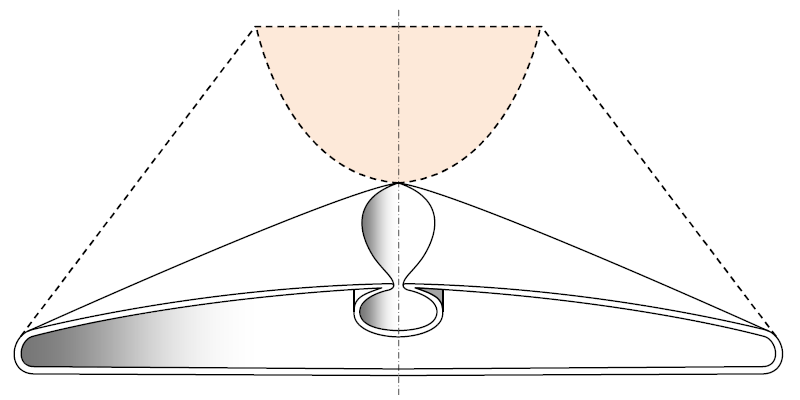
Рис. 2. Формовка плоского трапециевидного рупора в облучатель Робинсона

Облучатель Робинсона получается путём формовки плоского трапециевидного рупора, как показано на рис. 2. Верхняя часть трапециевидного рупора загибается в сторону раскрыва, при этом часть рупора, закрашенная на рисунке бежевым цветом, изгибается в виде цилиндра, так что линейная горловина плоского рупора превращается в окружность.
Полученный рупор обладает несколькими полезными свойствами:
- Горловина рупора представляет собой узкую щель в форме окружности, вдоль которой удобно перемещать облучатель, сделанный в виде вращающейся эксцентричной насадки на открытый конец волновода;
- Раскрыв рупора остаётся прямолинейной щелью, сохраняя все излучательные свойства плоского рупора;
- Горловина находится с той же стороны рупора, что и раскрыв, поэтому питающий волновод можно провести со стороны рефлектора через отверстие в тарелке, что упрощает конструкцию антенны.

## Конструкция отражателя
Волновые поверхности электромагнитного излучения, формируемые щелевым излучателем представляют собой фигуры, близкие по форме к эллипсоиду. Горизонтальные сечения волновых поверхностей представляют собой окружности, с центром в головке облучателя. Окружностями являются также вертикальные сечения, их центры лежат на щели рупора. Таким образом, для формирования узкого луча отражатель должен иметь вид бифокального параболоида. Фокус горизонтальных сечений параболоида должен находиться в головке облучателя, фокус вертикальных сечений — в щели рупора.

## Применение
Наиболее известным применением облучателя Робинсона является его использование в ранних модификациях корабельной РЛС AN/SPS-8.